# 处理器芯片全国重点实验室
处理器芯片全国重点实验室筹建于2022年5月，前身为筹建于2011年10月13日、於2013年5月22日通过验收的计算机体系结构国家重点实验室，由中国科学院主管，依托于中国科学院计算技术研究所（下简称“计算所”），位於北京市海淀区中关村科学院南路。实验室的研究领域包括：高端计算机体系结构和设计方法、微体系结构、编译和编程、VLSI与容错计算、非传统计算机体系结构。实验室的前身是中国科学院计算机系统结构重点实验室。

## 组织结构
- 编译与编程实验室
- 集成电路实验室
- 内构安全体系结构实验室

### 独立研究单元
- 微处理器研究中心
- 智能处理器研究中心
- 高性能计算机研究中心
- 高通量计算机研究中心
- 先进计算机系统研究中心：原名先进计算机系统实验室，前身是国家智能计算机研究开发中心先进系统实验室、文件系统组以及分布式系统组。其中先进系统实验室成立于2003年，主要研究方向为跟踪和研究下一代高性能计算机系统的体系结构和操作系统的关键技术。
- 智能计算机研究中心